# Kainach bei Voitsberg
Kainach bei Voitsberg är en ort och kommun i distriktet Voitsberg i förbundslandet Steiermark i Österrike. Kommunen fick sin nuvarande utbredning 1 januari 2015 då kommunerna Gallmannsegg och Kohlschwarz blev en del av kommunen Kainach bei Voitsberg.
Kommunen består av sju orter (Ortschaften) (inom parentes invånarantal 1 januari 2024):

- Breitenbach (92)
- Gallmannsegg (182)
- Hadergasse (85)
- Hemmerberg (425)
- Kainach bei Voitsberg (436)
- Kohlschwarz (242)
- Oswaldgraben (93)